# Ку (ритуал доблести)
Ку — в военном деле индейцев Великих Равнин прикосновение к телу врага рукой или каким-либо предметом, являвшееся способом снискать воинскую славу и подтвердить собственную воинскую доблесть.

## Причины появления концепции
Война для народов, находящихся на ранних этапах социально-экономического развития, всегда была очень важным делом. Конкуренция за ресурсы — как реальные (пища, жизненное пространство), так и мифологические (благосклонность богов, контроль над священными местами) — нередко вызвало конфликты, разрешаемые с оружием в руках. Индейцы Великих Равнин часто воевали между собой и воинские способности (наряду с охотничьими) были важнейшей характеристикой мужчины. Именно по этой причине в подобных культурах появляются различные способы объективного определения воинской доблести, храбрости и, соответственно, славы. Это могут быть, к примеру, различные сложные способы убиения врага или демонстративный отказ от защиты, то есть предоставление врагу форы.

## Ритуалы доблести у индейцев

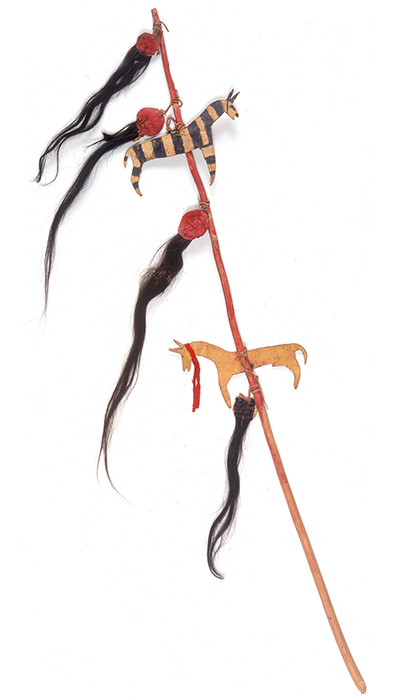
Жезл или палочка для совершения ку. Племя черноногих

Для индейцев Великих Равнин основным способом проявления воинской доблести было прикосновение к врагу. Для этого могли использоваться конечности (рука) или разного рода специальные предметы (т. н. «палочка для ку» или «жезл для ку»). Ку, как правило, делалось на уже мертвом враге, однако самым славным поступком являлось прикосновение к ещё живому врагу без намерения причинить ему вред. Впрочем, очевидно, что прикоснуться даже к поверженному противнику, отложив оружие в разгар битвы — храбрый поступок (снять с пояса «палочку для ку», убрав оружие — ещё более храбрый). Способы убийства не регламентировались, то есть враг мог быть убит и дальнобойным (лук и стрелы, копье, ружьё или винтовка) оружием. Однако же те, кто не использовал дальнобойного оружия, пользовались гораздо большим почетом и уважением. Наиболее славные воины вообще шли в битву вооружившись лишь ножом (кнутом) и «палочкой для ку».

### Правила подсчета ку
Для того, чтобы избежать соблазна сохранить себя, совершая ку на уже давно мёртвых врагах, вводились правила трёх (шайенны) или четырёх (арапахо) ку. Прикасаясь к телу мертвого врага, воин кричал «Я первый», «Я второй» и т. д. После «Я третий (четвёртый)» прикосновение к этому телу уже не давало ку. Когда битва заканчивалась, все воины собирались и каждый называл свои ку. Это позволяло установить чёткую иерархию храбрости, воинской доблести и славы (споры, впрочем, возникали нередко, разрешаясь с помощью клятв). Ку могли быть посчитаны не только на воине, но и на женщине, и на ребёнке. В качестве врага могли выступать и опасные животные (например, медведи).